# Mummel-Gulf-Nationalpark
Der Mummel-Gulf-Nationalpark liegt im Bereich des New England-Tafellandes von New South Wales, Australien etwa 300 km Luftlinie nördlich von Sydney und 50 km südöstlich von Walcha. Er wurde 1999 gegründet und ist 14.127 Hektar groß.

## Allgemeines
Das Landschaftsbild im Park wird durch den Bestand an Primärwald geprägt, wobei das Gelände hier von etwa 1450 Metern auf etwa 470 Meter über dem Meeresspiegel abfällt.
Diese Waldbestände waren Gegenstand von Protesten gegen den fortgesetzten Holzeinschlag zu Beginn der 1990er Jahre, denen mit der Unterschutzstellung entgegengewirkt wurde. Bei den Wäldern handelt es sich teilweise um subtropische Regenwälder, teilweise um Eukalyptuswälder verschiedenartiger Zusammensetzung.

## Natur
Durch die Unterschutzstellung werden eine ganze Anzahl bedrohter Tier- und Pflanzenarten bewahrt. An seltenen Säugetieren wurden u. a. Beutelmarder, Wombat, Parmawallaby, Gelbbauchgleiter und Riesengleitbeutler festgestellt, an seltenen Vögeln der Riesenkauz (Ninox strenua), die Rußeule, der Boobookkauz, Eulenschwalme und Höhlenschwalme.

## Gefährdungen
Da verwilderte Schweine und Hunde die hier lebenden Tierarten gefährden, bemühen sich die Mitarbeiter der Nationalparkverwaltung, deren Bestand durch Bekämpfungsmaßnahmen zu reduzieren.
Außerdem stellt die Ausbreitung unerwünschter Pflanzenarten, wie Ageratina adenophora und Brombeeren, die von früheren Nutzungen des Gebietes ausgegangen sind, sich als problematisch dar.